# Kanton Sedan-Ouest
Kanton Sedan-Ouest (fr. Canton de Sedan-Ouest) byl francouzský kanton v departementu Ardensko v regionu Champagne-Ardenne. Tvořilo ho 12 obcí. Zrušen byl po reformě kantonů 2014.

## Obce kantonu
- Bosseval-et-Briancourt
- Chéhéry
- Cheveuges
- Donchery
- Noyers-Pont-Maugis
- Saint-Aignan
- Saint-Menges
- Sedan (západní část)
- Thelonne
- Villers-sur-Bar
- Vrigne-aux-Bois
- Wadelincourt